# Obaichthyidae
Obaichthyidae es una familia extinta de peces actinopterigios prehistóricos. Fue descrita por Grande en 2010.
Vivió en Argelia, Brasil y España.